# Michael Vogt
Michael Vogt (Lachen, 29 de diciembre de 1997) es un deportista suizo que compite en bobsleigh.
Ganó una medalla de bronce en el Campeonato Mundial de Bobsleigh de 2023 y cuatro medallas en el Campeonato Europeo de Bobsleigh entre los años 2023 y 2025. Participó en los Juegos Olímpicos de Pekín 2022, ocupando el cuarto lugar en la prueba doble.

## Palmarés internacional
| Campeonato Mundial | Campeonato Mundial    | Campeonato Mundial | Campeonato Mundial |
| Año                | Lugar                 | Medalla            | Prueba             |
| ------------------ | --------------------- | ------------------ | ------------------ |
| 2023               | Sankt Moritz (Suiza)  | Medalla de bronce  | Doble              |
| Campeonato Europeo |                       |                    |                    |
| Año                | Lugar                 | Medalla            | Prueba             |
| 2023               | Altenberg (Alemania)  | Medalla de plata   | Doble              |
| 2023               | Altenberg (Alemania)  | Medalla de bronce  | Cuádruple          |
| 2024               | Sigulda (Letonia)     | Medalla de plata   | Doble              |
| 2025               | Lillehammer (Noruega) | Medalla de bronce  | Cuádruple          |